# 真夏の通り雨
「真夏の通り雨」（まなつのとおりあめ）は、宇多田ヒカルの5作目の配信限定シングル。2016年4月15日に、「花束を君に」と同時に配信リリースされた。

## 背景、リリース
2016年3月4日、宇多田ヒカルが、日本テレビ系報道番組「NEWS ZERO」のテーマ曲を担当することが明らかになった。4月4日午前0時、オフィシャルサイト「HIKKI’S WEB SITE」が更新されると同時に、新曲のタイトルが「真夏の通り雨」であることが明かされ、同日夜の「NEWS ZERO」のエンディングテーマでは初めて音源が公開された。なお、同日の「NEWS ZERO」は、4月5日時点での2016年の最高視聴率を記録した。そして、4月15日、「花束を君に」と「真夏の通り雨」の2曲が、iTunes、レコチョク、Moraなど主要配信サイトにてダウンロード販売が開始された。あわせて、オフィシャルサイト「HIKKI’S WEB SITE」にて、両楽曲のミュージックビデオが公開された。

### 制作の背景
2010年、宇多田ヒカルは「人間活動」として、音楽活動を休止した。2013年8月に母・藤圭子を亡くした当時について、宇多田はインタビューで次のように語った。「気持ち的にも、あまりにも母親がわたしにとって音楽そのものだったんで、『音楽とか歌詞とか、ああ無理、歌うのも、ああもうできない！』って、その時は思って」「『あ、もう人前には出られないな』ってほんと思いました、その時は。」その後宇多田は、2015年7月に第一子を出産することになる。その当時、次のような心境の変化が起こったと語った。
「『あ、わたし親になるんだ』って思ったら、急に『あ、仕事しなきゃ！』ってなったんですよ（笑）」
そして、本楽曲及びアルバム『Fantome』の制作に取り掛かったという。
「真夏の通り雨」が収録されているアルバム『Fantome』の本格的な制作は、2015年3月頃に始まった。その中で、妊娠中の宇多田がまず第一に書き上げた曲は本楽曲であった。これについて宇多田はインタビューで、「やっぱり1曲目は、まず母のことを思いっきり、その時の一番強かった気持ちを出さないと、その次に進めない、みたいな感じだった」と語った。また、「母親の死で、（宇多田の）プライベートの事情が一気に曝された」ことで、「それまで森の中で作っていたとしたら、その時は、もう高原で、どこにも隠れるところのない状況」だったといい、「素直にそのまんま見せる、全部出す」ような表現をすることになったという。

## 制作、録音
宇多田は、今回の作詞で初めてパソコンを用いた。「真夏の通り雨」と「花束を君に」の作詞は特に時間を要するものだったという。インタビューでは、「幾つかのキーワードがぽつぽつと浮かんで来ても、題材がデリケートなだけに上手く進まなかった」、「書くことがセラピーだった」と語った。なお、歌詞が完成しても歌を入れないと"掴めなかった"という。「真夏の通り雨」の歌入れは一度ロンドンで行われたが、その時は宇多田が妊娠後期に差し掛かっていたため、断念した。そのようなこともあり、宇多田は今回の制作について、「スケジュールが一番のプレッシャーだった」と語った。
『Fantome』の他の収録曲のレコーディングが、ロンドンを中心としたメンバー、スタジオで行われたのに対し、「真夏の通り雨」には主に日本のミュージシャンが参加し、またレコーディングも東京の文化村スタジオで行われた。ドラムには、数多くのアーティストの作品に参加してきた玉田豊夢が、ベースにはベーシストであり音楽プロデューサーでも知られる山口寛雄が参加した。また、宇多田の初期の作品で編曲を手掛けていた河野圭も、今回ピアノで参加している。ミキシングは、復帰後の宇多田の作品に大きくかかわることになるスティーヴ・フィッツモーリスが行い、レコーディング・エンジニアは松井敦史が務めた。また、ボーカル・レコーディングは小森雅仁が、ロンドンのMetropolis Studiosにて担当した。
前述のドラムの玉田豊夢は、2017年に「関ジャム 完全燃SHOW」に出演した際、本楽曲のレコーディングの日々を回想した。玉田は、そのレコーディングで「生まれて始めて足一本で録音した」という。玉田によれば、宇多田の指示及び提案は、「バスドラムだけでドドドッってやって」だったといい、「打ち込み（機械）でいいところをあえて"生で"お願いされた」と語った。そして、「録音時にはアレンジが未定だったのに、彼女の中では完全にイメージができあがているんだと脱帽しました」と振り返った。

## 音楽性
「真夏の通り雨」は、ピアノとストリングスを主軸としたバラード曲である。シンプルなサウンド・プロダクションも特徴的。コード進行は、長調の響きと単調の響きを曖昧化し、混在させるようなコードが用いられている。Real Soundは、これを、「従来の『ヒカル節』に通じる」ものと指摘している。また、歌のキーは、これまでの宇多田の楽曲に比べて低めに設定されている。
楽曲は、語り風のAと、それを補い発展させるB、いわゆるサビと呼ばれるクライマックスの部分 C、エンディングに使われるリフレイン Dという、4種類のメロディーから構成されている。また、Cのパート
〈 木々が芽吹く 月日巡る … 〉のメロディは、日本音楽の4つの音階の一つ、「都節音階」によって作られている。千葉大学文学部の石井正人教授は、「都節音階」で作られた同曲のサビが、日本音楽の踊りの音楽に近い響きを持っていることに着眼し、そのメロディの原型は祭り囃子であると指摘。そして、「回っていく踊りの輪」が「生と死の巡回」に重なると考えた。
「真夏の通り雨」は、リズム面で斬新なアプローチが指摘されている。同曲では、ハイハットやスネアといったものが一切使用されておらず、バスドラムだけが、鼓動のような響きのビートを刻んでいる。BASEMENT-TIMESの谷澤千尋は、これについて、「メジャーコードを鳴らしたら明るく聞こえるし、マイナーコードを鳴らしたら悲しく聞こえるのと同じ類のこれ以上細分化できないほど原始的な表現」と語る。
音楽プロデューサー/トラックメイカーのtofubeatsは、同曲について、「ピアノの弾き語りかと思いきや、ストリングスが入って来て、曲が終わる頃には全然違う場所に連れていかれている」と語り、「抑揚の効いた、J-POPらしからぬ曲の展開が挑戦的」とコメントした。
音楽プロデューサーの蔦谷好位置は、サビの後ろで鳴っているストリングスの音が不協和音としてアクセントになっていることを説明し、「僕だったら絶対直しちゃうんですよね。これにはきっと意味があるんじゃないか。『思いがあってやる』と思わせるアーティスト力が (宇多田には) あるんですよ」と語った。

### 歌詞
「真夏の通り雨」及びアルバム『Fantome』の制作におけるテーマは「日本語で歌うこと」であった。制作当時の宇多田にとっては、英語を歌詞に用いることが「逃げ」「100%の本気じゃない」のように思われたという。加えて、「本当に必要な言葉だけを並べて、しかもそれが自然と染み入るような日本語であって、尚美しいと思ってもらえる歌詞を目指した」とも語った。また、「歌詞にするには、価値観や言葉の力としてもっと広がるものにしないといけない、個人的なことだけになってはいけない」ということを念頭に置いていたという。宇多田によると、本楽曲には「すごく辛い昔の恋愛を思い出している中年の女性。悲恋を思い返してる、救えなかった人を置いてきてしまって罪悪感を感じている女性」というイメージもあった。

また宇多田は、同曲の歌詞の一節〈 降り止まぬ 真夏の通り雨 〉について、次のように語った。
「その瞬間死んじゃったら私としては降り止まなかった雨になるわけで。次の瞬間があるという前提が無いってことです。」

## 評価
「真夏の通り雨」は、複数の同業者や批評家から高い評価を得ている。
小田和正は、同曲の一節〈 降り止まぬ 真夏の通り雨 〉に衝撃を受けたという。そして、宇多田の歌詞集への寄稿で、「彼女 (宇多田) はあの頃のみずみずしさを失うことなく、感性は圧倒的にその深さを増した」とコメントした。
桑田佳祐は、自身のラジオ番組にて、「2016年邦楽シングルベスト20」の第3位に本楽曲を選出。「革命的なもの (アルバム『Fantome』) を、お作りになった。日本人の誇り。現代の藤圭子。そして最高峰。」と称賛した。
音楽評論家の渋谷陽一は、まず同曲の曲としての素晴らしさを指摘し、「日本ポップミュージック史上に残る名曲」と称賛。また、「何度 (同曲を) 聴いたかわからない。聴く度に、この歌に込められた彼女の思いが強く伝わってきて胸がいっぱいになった。」と語った。そして、「自分がいかにこの歌に心が動かされたか」を知らせるべく、宇多田に手紙を書いたという。結果、それがきっかけとなり、「ROCKIN'ON JAPAN」での宇多田へのインタビューが実現した。

## チャート成績
「真夏の通り雨」は、初週に約8.8万DLを売上げ、Billboard Japanのダウンロード部門で初登場2位を獲得 (1位は「花束を君に」) し、総合チャートでは最高位5位を獲得した。2週目もダウンロードランキングで2位を記録し、「花束を君に」とのツートップを維持した。
年間チャートでは、Billboard Japanのダウンロード部門で2016年度第20位にランクイン。また、2017年1月には、日本レコード協会の有料配信認定にて、プラチナ認定 (25万DL) を受けた。

## ミュージックビデオ
2016年4月15日、本楽曲 (と「花束を君に」) のミュージックビデオが、宇多田ヒカルのオフィシャルサイトおよびGYAO!にて公開された。2017年5月31日には、Youtubeにて、フルバージョンも公開された。また、ミュージックビデオは、数々の日本の原風景を美しい映像に収めてきた柘植泰人が監督を務めている。ミュージックビデオの公開に際して、柘植は、「断片的なイメージの中に、観る人それぞれの記憶が想起されるような映像を目指しました」とコメントした。

### 背景
柘植はaugment5 Inc.在籍時に制作した2012年に、草津・京都・美濃など日本の風景を収めた映像が大きな話題を呼んだ。2015年11月に仲間とともにフィルムスタジオ「November, Inc.」を設立。そして、大手のCMや企業ブランディングの仕事を手がけ、ある程度仕事も安定して入ってきたところに、宇多田側からミュージックビデオ制作の依頼が入ってきたという。依頼された柘植自身が一番驚いたといい、重圧は感じていたが、いっそのこと自分にとって「これしかない」と思える世界を表現しようと、その映像制作に取り組むことにしたという。また、今回は宇多田本人が様々な要因で出演不可だったといい、柘植は、「だからこそ宇多田さんの音楽の世界観を宇多田さんの姿の映らない映像でどう表現するかを必死で考えた」と語った。

### 制作
柘植は、映像について、「一つひとつのカットを写真のように並べていくこと」をコンセプトにしていたという。また、花火大会のシーンで、花火そのものよりも、影になる樹木に目がいったり、電線が入っていたりすることについて、「夏休みの花火大会って、実際には電線にかぶりながら見たりするじゃないですか。きれいに配置された映像よりも、そんな絵の方が本当の人の思い出に触れられるのではと考えてこのときは映像をつくりました」と答えた。撮影は少人数で行われたという。映像には宮崎県日南市の風景が度々登場する。冒頭では、JR日南線の車窓から見える日南海岸の海が映り、他にも、「トロピカルドーム」や「猪八重渓谷」、「油津商店街」などといった宮崎の名所も登場する。

### 解釈
「真夏の通り雨」のミュージックビデオには、主に「町」と「海」と「森」の3つの映像群がランダムで映し出される。前述の千葉大の石井教授は、「町」の映像群で描かれる「海辺の町で、家族や地域の中で少女が成長していく過程」は、「森」の映像群に登場する少女の回想であると考える。また、「町」の映像群の昼→夜という時間の流れが子供の成長と同時に、親 (母) の老いと死をも意味すると考え、その最後が、「海」の映像群の最初に位置する「夜」につながっている。そして、まだ明けぬ夜の海へ漕ぎ出す老漁師は、最期の最期まで戦い、働きながら、死に向かって旅立っていく親 (母) のイメージであると考えた。その後夜が明け、「森」の映像群が始まる。早朝に馬に乗って出発した (石井は、これを自立と考えた) 少女は、若い女性に成長し、川の浅瀬に素足で入り、上流を、かなたの見えぬ水源をじっと見つめる。ここにおける時間帯が「昼下がり」であることが、女性自身が「自分にも老いと死がやがて訪れること」を悟っていることを暗示しているという。その後、女性の姿は消え、森の中に咲いている花々が映る。石井は、これらが比較的鮮明に映し出されていることから、「この花々が、現在の自分（歌っている「わたし」）にとって一番身近で鮮明なものを表している」、「開花し、実ろうとしている自然が、この歌の中で明日へ生き続けるための手掛かりを与えてくれる」と考えている。また、石井は、これまでの映像の中に現れる「水の流れ」に着目した。そして、「『森』の水源から発した川は、『町』の川につながり、『海』に注ぐ。やがてこの『海』の水が雨となって、『町』にも『森』にも降り注ぎ、川となる」という「水の流れと巡回」が、「命の流れと巡回」とのつながりを示していると考えた。また、どうしてもこの女性が受け入れられないでいるのは、自分を許せない気持ちでいるのは、「自分が故郷を捨て、身近な人々から離れ、一人旅立ってしまったこと、母を不幸な一人の状態で死の国へ旅立たせたこと」だという。石井は、この心の痛みが、命の流れと巡回の不可分の一部であり、その痛みを忘れられない繊細すぎる優しい心の悲しみが、この歌「真夏の通り雨」の本質であると考えた。そして、その一人馬に乗って旅立つ少女が、このミュージックビデオにおいて、「深い感慨と喜びの視線に捉えられた、巣立つ子供の姿」として美しく描かれていると指摘。「途切れてはならない命の流れと巡回」を守るのは、「このような少女たちの勇気と英断」であると付け加えた。

### 受賞
- MTV Video Music Awards Japan
BEST VIDEO OF THE YEAR[27]
BEST FEMALE VIDEO【JAPAN】[27]

宇多田は授賞式には欠席したが、コメントを寄せ、「皆さんの投票で決まるこの賞をいただけて本当にうれしいです。ありがとうございました」と、一般投票による受賞を喜んだほか、ミュージックビデオについて次のようにコメントした。
「完成された映像を観て、帰りたくても帰れない場所、逃れたくても心に深く刻まれたもの、私たち日本人の心の原風景に、涙してしまいました。」

## 披露

### テレビ
2016年10月5日の「NEWS ZERO」に出演。自らピアノを弾きながら「真夏の通り雨」を披露したほか、メインキャスター・村尾信尚との対談が放送された。

### ライブ
宇多田ヒカルの12年ぶりの国内ツアー「Hikaru Utada Laughter in the Dark Tour 2018」の12曲目に、本楽曲を披露。11曲目「誓い」に続けてセンターステージにて歌唱した。

## 収録曲
1. 真夏の通り雨
  - 日本テレビ系『NEWS ZERO』のテーマ曲。

## クレジット

### 「真夏の通り雨」
- Recorded by Matsui Atsushi at Bunkamura Studio
- Vocals Recorded by Komori Masahito at Metropolis Studios
- Additional Enginecering by Darren Heelis
- Mixed by Steve Fitzmaurice at Pierce Room
- All Vocals, Programming and String Arrangement: Utada Hikaru
- Drums: Tamada Tom
- Electric Bass: Yamaguchi Hiroo
- Band Leader, Acoustic Piano and Conductor: Kawano Kei
- Additional Drum Programming: Darren Heelis and Steve Fitzmaurice
- Synth Bass: Darren Heelis
- Strings Leader: Suhara Anzu

### 「真夏の通り雨」ミュージックビデオ
- Producer: Shota Yamada, Akiko Kawasaki
- Director+Cam+Edit: Yasuhito Tsuge
- Assistant: Camera Soh Ideuchi
- Production: Assistant Hanami Yamamoto
- Colorist: Yasutaka Ishihara
- Flame Editor: Masashi Hosoda
- Production: November, Inc.

## チャート
| チャート (2016)                | 最高 順位 |
| ------------------------------ | --------- |
| Billboard Japan Hot 100        | 5         |
| Billboard Japan Download Songs | 2         |

| チャート (2016)                | 順位 |
| ------------------------------ | ---- |
| Billboard Japan Download Songs | 20   |

## 認定とセールス
| 国/地域                                             | 認定     | 認定/売上数 |
| --------------------------------------------------- | -------- | ----------- |
| 日本 (RIAJ)                                         | プラチナ | 250,000*    |
| * 認定のみに基づく売上数 ^ 認定のみに基づく出荷枚数 |          |             |